# Зелёный пунтиус

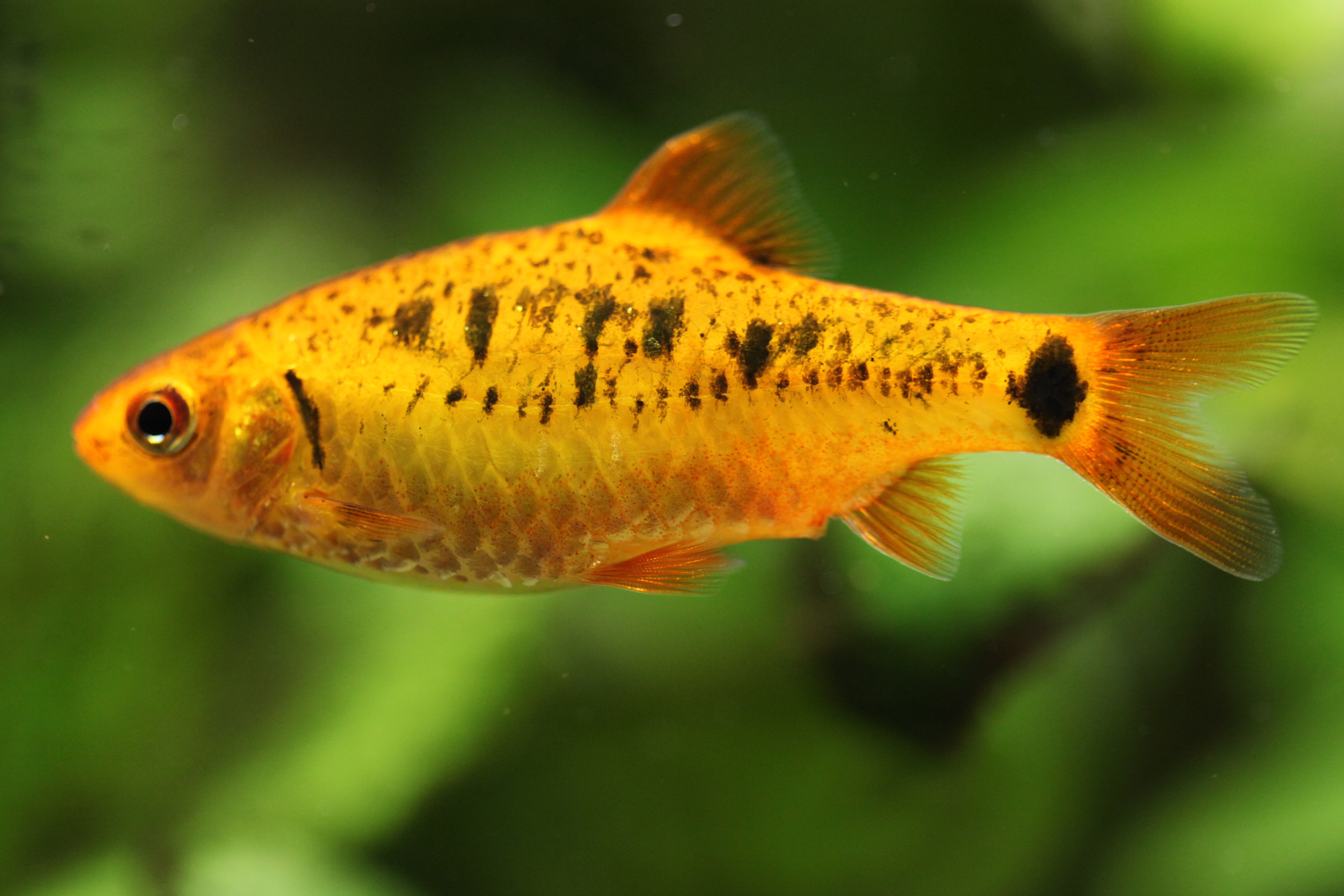
Жёлтая форма зелёного пунтиуса (P. semifasciolatus var. 'Schuberti)

Зелёный пунтиус, или зелёный барбус (Puntius semifasciolatus) — субтропическая пресноводная рыба семейства карповых.
Населяет пресные водоёмы юга и юго-востока Азии. В Европе известен с 1929 года, а на территории бывшего СССР — с 1959 года.
Очень популярная аквариумная рыбка, однако среди аквариумистов более известная жёлтая форма зелёного пунтиуса — барбус Шуберта, которая была получена Томом Шубертом (Камден (Нью-Джерси), США.
Встречается повсеместно на территории Вьетнама, Тайваня, юго-востока Китая и в северной части Лаоса. Живёт, в основном, в небольших реках с медленным течением и стоячих водоёмах, таких как оросительные каналы и болота.
Тело у зелёного пунтиуса невысокое, вытянутое и немного сплюснутое с боков. Окраска зеленовато-жёлтая, спина оливкового цвета, а брюшко беловатое. По телу разбросаны вертикальные чёрные рваные полосы. У основания хвостового плавника — чёрное пятно. Чешуя с чёрной каймой. Самцы меньше и ярче самок. Во время нереста окраска самца становится оранжево-золотистой, брюшко приобретает красный оттенок.
У формы Шуберта самец и самка полностью оранжево-золотистые. У самца вдоль тела проходит ряд зеленовато-чёрных пятен, которые часто сливаются в сплошную полосу.
Длина рыбы в природе до 10 см, однако в аквариумах не превышает 7 см.
Половая зрелость у рыб наступает в возрасте 8—11 месяцев. Самка откладывает примерно 150—200 икринок. Икра развивается 2—3 суток. Мальки начинают плавать на 3—4 день.
Зелёный пунтиус — стайная и активная рыбка, поэтому её следует содержать в количестве от 6 особей в просторном аквариуме длиной не менее 60 см. Грунт желательно тёмный, без острых камней. Растения лучше разместить на заднем плане и по краям аквариума, оставив много свободного места для плавания. Обычно держатся в среднем и нижнем слое воды.
Зеленый пунтиус — мирная рыбка и хорошо уживается с любыми мирными рыбами.
Рыба всеядная. Можно кормить разнообразными живыми, растительными, а также сухими кормами.
Параметры воды:
- Температура — 19—24 °C, но для барбусов Шуберта нежелательно снижать температуру менее 20 градусов
- Жёсткость — от 4 до 16 gH, принципиального значения не имеет.
- Кислотность — pH 6,0—7,5.

Воду необходимо периодически подменять на свежую (до 20 % объёма аквариума).
Нерестовик должен быть просторным, густо засаженный мелколиственными растениями. Стимулирует размножение смягчение воды и повышение температуры на 2—3 °C. На нерест рыб сажают стайкой, в которой самцов должно быть больше чем самок. Нерест происходит утром в течение 3—4 часов. После нереста рыб необходимо отсадить, поскольку они начинают активно есть икру. Через 3 суток мальки вылупляются из икры, а еще через 3—4 дня начинают плавать. Стартовый корм для мальков — живая пыль и инфузории. Через семь дней можно уже давать науплиус рачков, циклопов, мелкую дафнию и других.